# Les Godelureaux
Les Godelureaux és una pel·lícula francesa dirigida per Claude Chabrol, estrenada el 1961.

## Argument
Ronald és un jove ric ociós, mentre és al cafè Le Flore, un grup de joves dirigida per Arthur, un jove burgès, desplaça el seu cotxe per posar-hi el seu. De tornada Ronald és vexat i és la riota de la terrassa del cafè. Marxa elaborant la seva venjança sota la forma d'un joc sàdic. Ambroisine en serà l'instrument: Arthur se n'enamorarà bojament, però Ronald serà el director d'orquestra no sempre ocult d'aquesta relació.

## Repartiment
- Jean-Claude Brialy: Ronald
- Bernadette Lafont: Ambroisine
- Charles Belmont: Arthur
- André Jocelyn: El jove home
- Jean Galland: L'oncle d'Arthur
- Sacha Briquet: Henri, el promès
- Jean Tissier: El president
- Laura Carli: Tia Suzanne
- Sophie Grimaldi: La promesa
- Serge Bento: Bernard 1, el repartidor
- Pierre Vernier: Bernard 2
- Jeanne Pérez: La vídua Goupil
- Corrado Guarducci: el pintor
- Stella Dassas: La duquessa
- Stéphane Audran: Xavière, la dansarina
- Jacques Ralf
- Robert Barre
- Fabrizio Capucci
- Jean-Marie Arnoux
- Henri Attal: Un client
- Michel Beaune
- Jean Bouchaud
- André Chanal
- André Clair
- Claude Caroll
- Liliane David
- Pascal Fardoulis
- Rudy Lenoir
- Bernard Papineau
- Danièle Rosen
- André Tomasi
- Dominique Zardi: Un client
- Claude Chabrol: Un client (no surt als crèdits)